# Freeway (EP)
Freeway – trzeci minialbum brytyjskiego producenta muzycznego Flux Paviliona, wydany 11 listopada 2013 roku. Rok później wydany został minialbum zawierający zremiksowane utwory.

## Lista utworów
1. "Steve French" (feat. Steve Aoki) - 4:01
2. "Gold Love" (feat. Rosie Oddie) - 4:02
3. "I'm the One" (Flux Pavilion & Dillon Francis) - 4:03
4. "Freeway" - 3:34
5. "Mountains and Molehills" (feat. Turin Brakes) - 4:40

Freeway (Remixes)
1. "Freeway" (Flux Pavilion & Kill the Noise Remix) - 2:45
2. "Gold Love" (LAXX Remix) (feat. Rosie Oddie) - 4:01
3. "I'm the One" (Outrun Remix) (Flux Pavilion & Dillon Francis) - 4:58
4. "Steve French" (The Prototypes Remix) (feat. Steve Aoki) - 4:26
5. "Steve French" (Milo and Otis Remix) (feat. Steve Aoki) - 3:01
6. "Gold Love" (Fox Stevenson Remix) (feat. Rosie Oddie) - 4:49
7. "Mountains and Molehills" (Odjbox Remix) (feat. Turin Brakes) - 3:44
8. "I'm the One" (Life Exaggerated Remix) (Flux Pavilion & Dillon Francis) - 4:30
9. "Freeway" (Kill Paris Remix) - 2:57
10. "Mountains and Molehills" (Kill the Noise & Bro Safari Remix) (feat. Turin Brakes) - 2:50